# Archimedespalimpsest

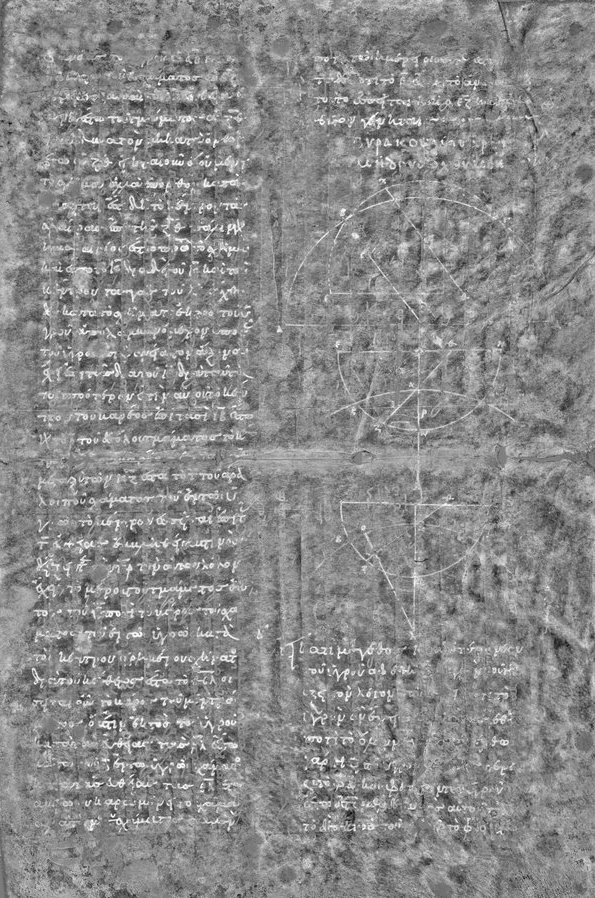
Archimedespalimpsest, Walters Art Museum in Baltimore

De Archimedespalimpsest is een palimpsest, een hergebruikt perkament, uit de 13e eeuw waarin een tekst van Archimedes is verborgen. Het document is van buitengewoon belang voor de geschiedenis van de wetenschap. Het werk bevat de enige overgeleverde Griekse versie van Drijvende lichamen en de enige afschriften van de Methode van mechanische stellingen en Stomachion.
Op 29 oktober 1998 werd het geveild door Christie's in New York en voor 2 miljoen dollar aangekocht door een anonieme filantroop, die het twee maanden later voor restauratie en onderzoek overdroeg aan het Walters Art Museum in Baltimore. In 2002 werd onder de middeleeuwse tekst het werk van de politicus Hyperides uit de 4e eeuw v.Chr. ontdekt. De ontcijfering en vertaling duurt nog voort.

## Ontstaan
In 1906 werd door de Deense filoloog Johan Ludvig Heiberg onder de bestaande tekst een kopie uit de tweede helft van de 10e eeuw van het werk van Archimedes geïdentificeerd. De enige plaats waar in die tijd op systematische wijze de antieke wiskunde werd bestudeerd en gekopieerd, was Constantinopel. De Byzantijnse keizer Theophilos (829-842) stelde Leo de Wiskundige aan om publiek onderricht te geven en scholen te stichten. Van zijn belangstelling voor Archimedes getuigen twee handschriften met teksten van de Griekse denker, en toegevoegde inscripties die Leo prijzen.
Het is aannemelijk dat in de jaren daarna de belangstelling voor oude wetenschappelijke verhandelingen minder groot was dan de behoefte aan liturgische boekwerken. De oude codices werden gerecycled en verwerkt in een nieuw afschrift van een euchologion, een gebedenboek, ook in het Grieks.
Een palimpsest is een hergebruikt perkament, in dit geval geitenvel. Een 13e-eeuwse scribent weekte de inkt los en schraapte het af met puimsteen. Zijn naam was Ioannes Myronas. Hij sneed de vellen doormidden en draaide ze 90 graden. Het origineel bestond uit 90 pagina's, de palimpsest heeft er 177. Hij ondertekende de eerste pagina op 29 april 1229. Het werk kreeg het ex libris van de bibliotheek bij het klooster van Mar Saba.

## Ontdekkingen
De vondst door Heiberg was voorpaginanieuws in 1907, zijn historische transcriptie leverde nieuwe teksten en de originele Griekse woorden van Archimedes die eerder alleen bekend waren uit Latijnse vertalingen. Maar na 1911 viel het oude boek zelf in handen van vervalsers, die de opbrengst van een transactie wilden verhogen door toevoeging van religieuze afbeeldingen met gouden verf. Deze bemoeilijken de reconstructie van de originele teksten en diagrammen in hoge mate. Ook ontbreken drie bladzijden die Heiberg nog wel had kunnen onderzoeken. Eén ervan staat op foto's die hij nam. Voor sommige stukken zijn deze foto's nog de enige bron, omdat na zeven eeuwen in een droog klimaat schimmels in de laatste honderd jaar veel van het perkament hebben verteerd. Het nieuwe onderzoek wordt uitgevoerd met ultraviolet licht en röntgenstralen, die de restanten van de 10e-eeuwse inkt doen oplichten onder de zichtbare tekst, omdat er ijzer in zit.
In 2007 werd een nieuwe ontdekking gemeld. In de bladzijden bleek nog een commentaar op De Categoriae van Aristoteles schuil te gaan. Hoogstwaarschijnlijk is de auteur Alexander van Aphrodisias, die leefde in de 2e eeuw. Dat zou betekenen dat deze tekst het eerder verloren gewaande belangrijkste commentaar op het classificatiesysteem van de Griekse filosoof is.

## Onderzoek
De eigenaar van het boek, een Amerikaan die fortuin maakte in de informatietechnologie, is tevens de hoofdsponsor van het onderzoek. Voor de zoektocht naar de beste methode van aanpak gingen vijf pagina's tijdelijk naar de Johns Hopkins University en het Rochester Institute of Technology. In 2005 werden de eerste letters onder de afbeeldingen gelezen met een uiterst nauwkeurige lichtstraal in de synchrotron van het Stanford Linear Accelerator Center.
Het scannen van een losse pagina duurde 30 uur. Het onderzoeksteam bestaat uit ongeveer veertien conservatoren van het museum en externe specialisten op grafisch en klassiek gebied. In 2001 heropende het grootste gebouw van het museum na een drie jaar durende renovatie. Hier worden de pagina's tentoongesteld en onderzocht. Ondersteund door overheidssubsidie is sinds 2006 de toegang gratis. Volgens de verwachting kan het gedocumenteerde en herstelde boek na een rondreis langs enkele musea eind 2008 worden geretourneerd aan zijn eigenaar.

## Verder lezen
- R. Netz - W. Noel, De Archimedes-codex, Amsterdam, 2007. ISBN 9789025363222